# 구로타키촌
구로타키촌(일본어: 黒滝村)은 일본 나라현 중부에 있는 요시노군의 촌이다.

## 지리
요시노산의 남쪽, 오미네 산맥의 북쪽에 있는 산간의 촌락이다.

## 역사
- 1889년 - 요시노군 미나미요시노촌이 성립하였다.
- 1912년 - 미나미요시노촌을 분할해 구로타키촌과 뉴촌이 되었다.

## 교통

### 도로
- 국도 제309호선 (일본)(일본어판)